# Armand Maillard
Pour les articles homonymes, voir Maillard.
Armand Maillard, né le 18 juin 1943 à Offroicourt (Vosges), est un ecclésiastique catholique français, archevêque émérite de l'archidiocèse de Bourges.

## Biographie

### Formation
Entré au grand séminaire de Saint-Dié, Armand Maillard  suit des études de théologie à la Faculté de théologie catholique de Strasbourg de 1967 à 1971. Il est titulaire de deux licences, la première en lettres (en langue allemande) et la seconde en théologie.
Il est ordonné prêtre le 28 juin 1970 pour le diocèse de Saint-Dié.

### Ministères exercés
Après avoir été vicaire à Remiremont et aumônier de l’enseignement public, il prend à partir de 1976 des responsabilités à l'échelle du diocèse : comme responsable de la catéchèse, responsable du diaconat permanent. Il continue en parallèle d'être aumônier de lycée et d’équipes enseignantes. 
De 1987 à 1996, il est secrétaire de la région apostolique Est.
Nommé évêque de Laval le 2 août 1996, il est consacré le 5 octobre de la même année par le cardinal Louis-Marie Billé, assisté par Paul-Marie Guillaume, évêque de Saint-Dié et Jean Vilnet, évêque de Lille. 
Il est nommé archevêque de Bourges par le pape Benoît XVI le 11 septembre 2007, succédant ainsi à Hubert Barbier. Le nouvel archevêque est accueilli dans sa cathédrale le 14 octobre et prend possession de son siège en présence des évêques de la province : Bernard-Nicolas Aubertin, archevêque métropolitain de Tours, André Fort, évêque d’Orléans, Michel Pansard, évêque de Chartres, Maurice de Germiny, évêque de Blois. 
Au sein de la Conférence des évêques de France, il est membre de la Commission des ministères ordonnés puis évêque accompagnateur du service national des vocations et membre du Conseil pour la pastorale des enfants et des jeunes et responsable de l'Enseignement catholique.
Le pape François accepte sa démission le 25 juillet 2018 et nomme Jérôme Beau pour lui succéder. Il se retire à Saint-Dié-des-Vosges dans son diocèse natal.

### Faits saillants
- Armand Maillard a participé aux Journées mondiales de la jeunesse de Toronto présidées par le pape Jean-Paul II en juillet 2002 et a développé une catéchèse sur le thème : « Vous êtes le sel de la terre ».
- Dans le cadre de la mise en œuvre du motu proprio Summorum Pontificum du pape Benoît XVI en Mayenne, Armand Maillard a célébré le 2 septembre 2007 une messe tridentine en l'église des Cordeliers de Laval. Il a ainsi tenté de calmer les esprits après les incidents survenus à Niafles en mai 2007, où, à la demande du maire, il avait fallu faire cesser l'occupation de l’église par un groupe traditionaliste qui se posait comme successeur de l'ancien curé, décédé, et qui célébrait la messe nouvelle, mais de façon assez traditionnelle, et qui portait la soutane.

### Devise épiscopale
« Afin qu'ils aient la vie en abondance »

## Décorations
- Chevalier de la Légion d'honneur Il est fait chevalier le 12 juillet 2013[2].